# Filialkirche Oberrohrbach

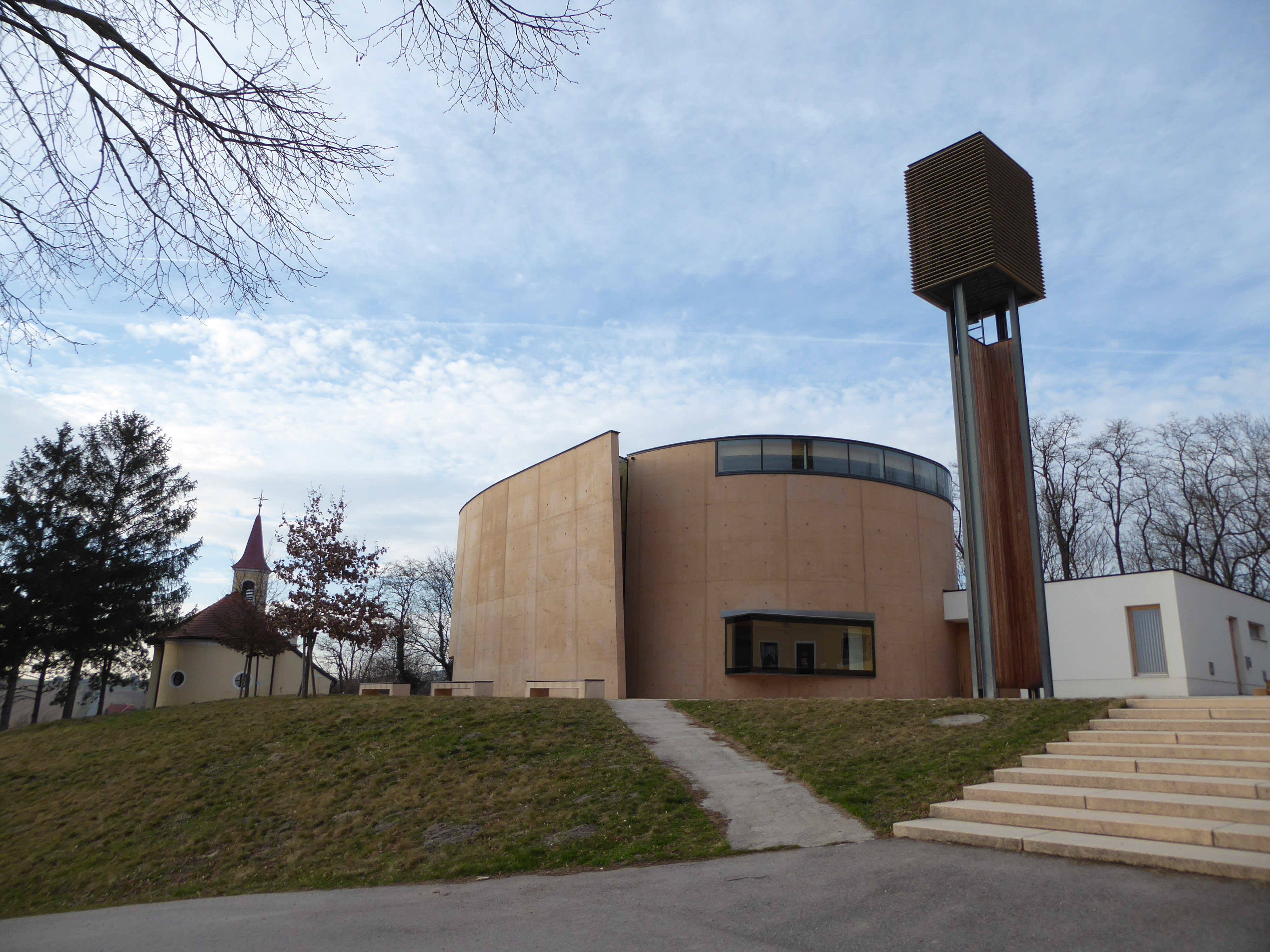
Katholische Filialkirche vom Erbarmen Gottes in Oberrohrbach

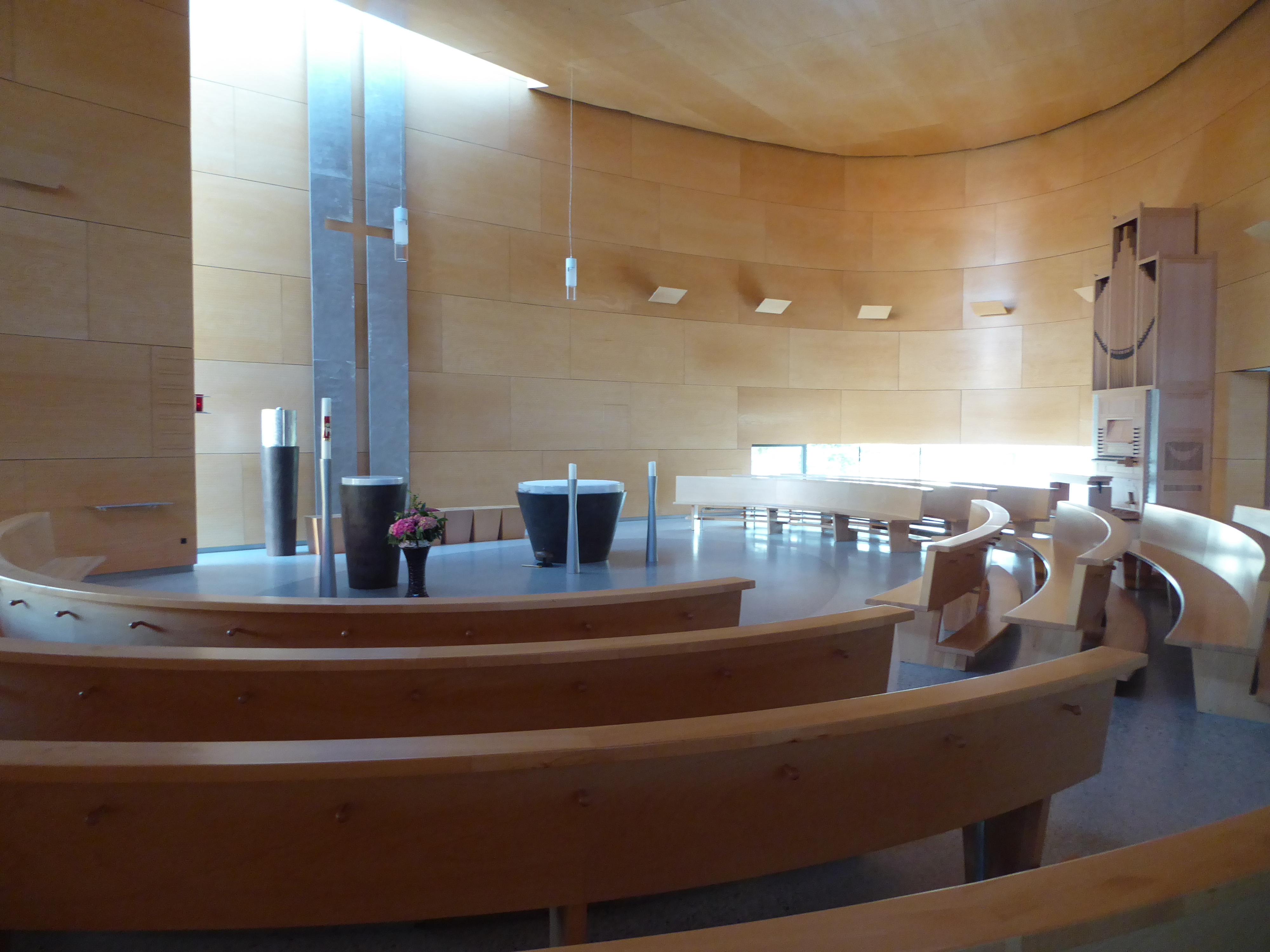
Zentralraum, Blick zur Altarwand und Orgel

Die römisch-katholische Filialkirche Leobendorf steht am sogenannten Kirchenberg der Ortschaft Oberrohrbach in der Marktgemeinde Leobendorf im Bezirk Korneuburg in Niederösterreich. Die dem Patrozinium Vom Erbarmen Gottes unterstellte Filialkirche gehört zum Dekanat Korneuburg im Vikariat Unter dem Manhartsberg in der Erzdiözese Wien.

## Geschichte
Am Kirchenberg stehen die 1858 erbaute Florianikapelle sowie eine 1964 geweihte Notkirche. Im Jahr 2003 wurde der Bau einer Filialkirche genehmigt. 2004 wurde nach einem Architektenwettbewerb das Architekturbüro Schermann & Stolfa mit der Planung betraut. Die Grundsteinlegung erfolgte 2007. Die drei Glocken wurden am 18. Mai 2008 vom Weihbischof Stephan Turnovszky geweiht. Die Kirche wurde am 28. September 2008 von Kardinal Christoph Schönborn eingeweiht.

## Architektur und Inneneinrichtung
Die spiralförmige Kirche mit einem freistehenden Campanile erschließt sich über einen Vorraum und ein Atrium bis zum hohen Zentralraum. Die Kirchenbänke sind parallel zu dem ovalen Altarraum angeordnet. Die Lichtführung erfolgt über ein deckennahes Oberlichtband sowie durch 14 farbige Fenster des Glasmalers Tobias Kammerer, in denen die Kreuzwegsstationen dargestellt sind.
Die Einrichtung mit Altar, Ambo, Tabernakel, Osterleuchter, dem Kreuz an der Altarwand, Vortragekreuz sowie die Sedilien schuf der Bildhauer Otto Lorenz. Die Künstlerin Silvia Kropfreiter schuf den Taufbrunnen und das Weihwasserbecken. Die Orgel ist ein Instrument des niederländischen Orgelbauers Klop Orgels & Klavecimbels.
Im Eingangsbereich befindet sich eine Bronzeplastik von Josef Elter, die den Kirchennamen „Vom Erbarmen Gottes“ veranschaulichen soll.